# Finnisches Nationalmuseum

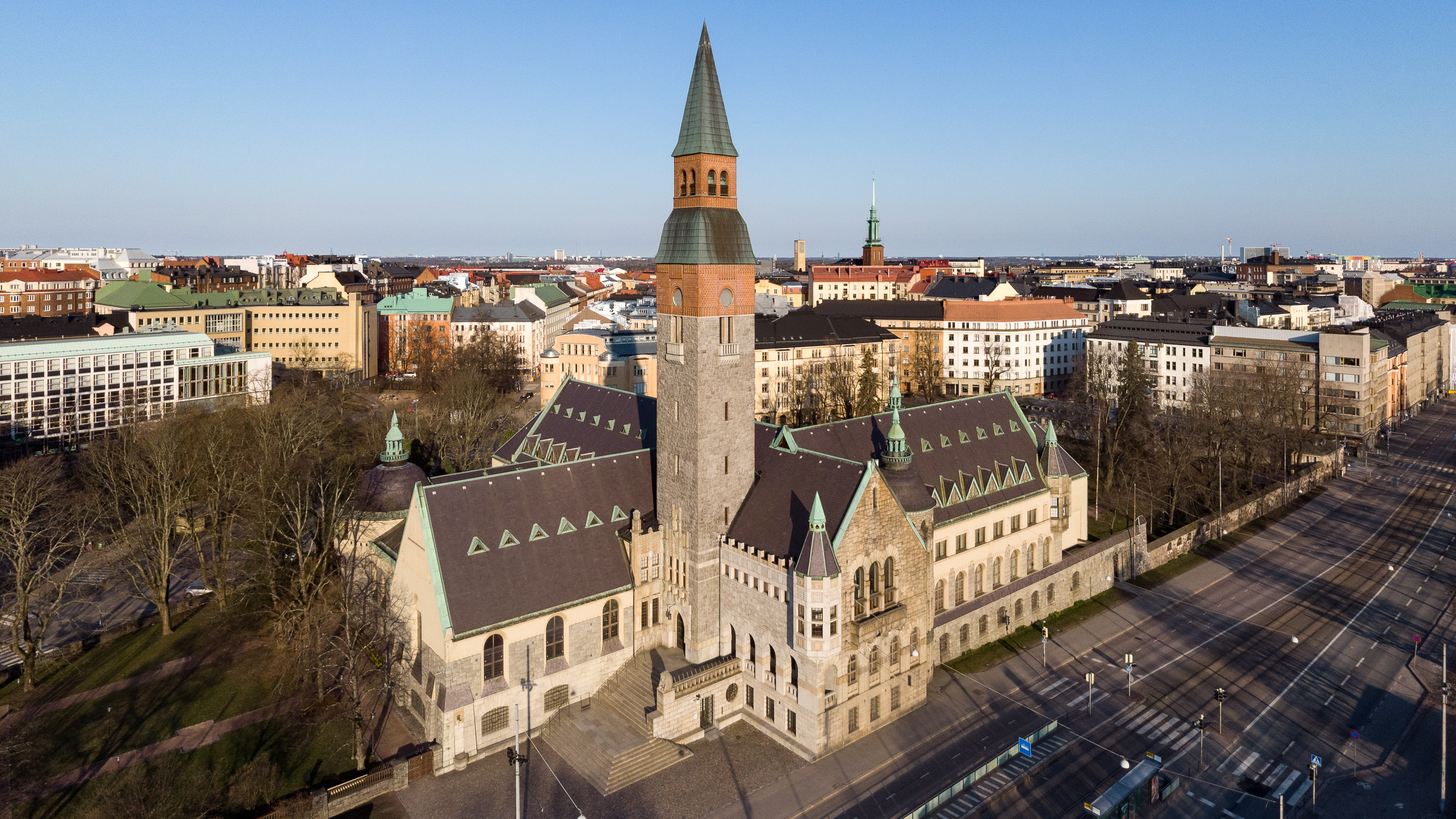
Finnisches Nationalmuseum

Das Nationalmuseum (finnisch: Kansallismuseo, schwedisch: Nationalmuseum) in Helsinki zeigt Finnlands Geschichte von der Steinzeit bis in die Gegenwart.
Die ständige Ausstellung ist in sechs Teile gegliedert. Im ersten Teil, der Schatzkammer, sind altes Geld, Medaillen, Trophäen und Waffen ausgestellt. Der Teil über die finnische Frühgeschichte stellt die größte archäologische Ausstellung seiner Art in Finnland dar. Der Bereich über Finnland als Staat und seine Kultur reicht vom Mittelalter bis ins frühe 20. Jahrhundert. Weiterhin beschreibt der Bereich „Land und Leute“ das Leben auf dem Land vor der Industrialisierung. Der letzte Teil widmet sich Finnlands Unabhängigkeit und Kultur im 20. Jahrhundert. 
Die Decke des Museumsgebäudes zeigt von Akseli Gallen-Kallela gemalte Fresken, die Szenen aus dem Kalevala abbilden und auch besichtigt werden können, ohne den Eintrittspreis zu bezahlen. Das Museumsgebäude wurde von den Architekten Herman Gesellius, Armas Lindgren, und Eliel Saarinen entworfen und in den Jahren 1905 bis 1910 im Stil von Burgen und Kirchen gebaut und 1916 eröffnet.